# Na sončni strani Alp
Na sončni strani Alp è un cortometraggio del 2007 diretto da Janez Burger. È stato presentato al Festival di cinema africano di Verona 2008.

## Trama
Il titolo (letteralmente Sul versante soleggiato delle Alpi) è lo slogan di una campagna di promozione turistica, che presenta la Slovenia sotto la migliore luce possibile: paesaggio incantevole e gente ospitale. Recenti episodi di razzismo e xenofobia restituiscono invece il Paese sotto tutt'altra luce.

## Riconoscimenti
- 2008 - Trieste Film Festival
  - Menzione speciale